# Edat heroica de l'exploració de l'Antàrtida
L'edat heroica de l'exploració de l'Antàrtida, entre el 1895 i el 1922, és un període que designa els anys en els quals aventurers desafiaren les extensions salvatges, gelades i desconegudes de l'Antàrtida, tot buscant els honors i la glòria. Molts van morir en el transcurs d'aquestes expedicions, mentre que altres tornaren triomfants i, ben aviat, foren cèlebres i sol·licitats com a autors de publicacions i conferenciants. Aquesta edat heroica comença el 1895 amb el sisè Congrés Internacional de Geografia que llançà una crida a tots els cercles científics del món per accelerar l'exploració de l'Antàrtida abans que finalitzés el segle xix. En aquell moment, aquest continent era considerat com «el major espai geogràfic encara en poder ser explorat.»
Aquesta període es caracteritza per la carrera per arribar al pol Sud que s'ha comparat a la carrera espacial i l'arribada a la Lluna de la dècada del 1960, per la capacitat que aconseguí per captivar l'atenció del públic. Poc després que Roald Amundsen arribés al pol el 1911 (vegeu Expedició Amundsen), la Primera Guerra mundial esclatà, la guerra més devastadora que la humanitat mai no havia conegut i, als ulls del públic, l'heroisme dels soldats eclipsà les gestes de les aventures a l'Antàrtida. Després de la Primera Guerra mundial, es realitzaren molt poques expedicions, marcant així la fi d'aquesta edat heroica que certs autors la situen de manera simbòlica amb la mort de l'explorador britànic Ernest Shackleton el 1922.
Quan l'exploració es va reprendre unes dècades més tard, la seva fisonomia havia canviat. Abans de la guerra, les comunicacions ràdio no eren possibles des d'aquest continent massa allunyat del món civilitzat, i el transport mecanitzat no estava generalitzat. Les tecnologies van acabar dominant aquestes expedicions, reduint molt àmpliament els riscs presos pels que es continuaven aventurant-se en el continent Antàrtic.